# Wretham
Wretham est une paroisse civile du Norfolk, en Angleterre.

## Toponymie
Wretham est un nom d'origine vieil-anglaise. Il désigne une propriété (hām) où pousse soit de la croisette, soit de l'hellébore (wrætt). Il est attesté sous la forme Wretham dans le Domesday Book, compilé en 1086.

## Géographie
Wretham se trouve dans le sud du Norfolk, à une dizaine de kilomètres au nord-est de la ville de Thetford. Administrativement, la paroisse civile relève du district non métropolitain de Breckland. Elle comprend les villages d'East Wretham, Illington et Stonebridge (en).

## Histoire
Le Domesday Book indique que le manoir de Wretham fait partie des biens du comte Harold Godwinson avant la conquête normande de l'Angleterre. Vingt ans plus tard, en 1086, il est devenu la propriété du baron anglo-normand Raoul de Tosny. Le village compte alors environ 31 habitants.
La paroisse civile de Wretham est créée le 1er avril 1935 par fusion des anciennes paroisses d'East Wretham, West Wretham et Illington.

## Démographie
Au recensement de 2011, la paroisse civile de Wretham comptait 374 habitants.